# Joachim Friedrich Meyen
Joachim Friedrich Meyen (1704–1772) war ein deutscher Physiker, Optiker, Mathematiker und Jurist.
1748–1772 waren Georg Gottlieb Haubold und Joachim Friedrich Meyen Direktoren des Mathematisch-Physikalischen Salons in Dresden. Außerdem war Meyen Hof-Optikus bzw. Hof-Mathematikus in Dresden. Er baute u. a. Sonnenuhren und Teleskope und beschrieb diese auch.